# ميخائيل أوبراين (شاعر)
ميخائيل أوبراين (بالإنجليزية: Michael O'Brien)‏ هو شاعر أمريكي، ولد في 29 يناير 1939، وتوفي في 10 نوفمبر 2016.